# Her Crowning Glory (film 1911)
Her Crowning Glory è un cortometraggio muto del 1911 diretto da Laurence Trimble.

## Trama
Un vedovo si infatua della governante della figlia con grande dispiacere della bambina e della sua nurse.

## Produzione
Il film fu prodotto dalla Vitagraph Company of America.

## Distribuzione
Distribuito dalla General Film Company, il film - un cortometraggio in una bobina - uscì nelle sale cinematografiche USA il 12 settembre 1911.